# Мало Грацко
Мало Грацко (алб. Grackë e Vogël) је насеље у општини Липљан, Косово и Метохија, Република Србија.

## Становништво
| Демографија | Демографија | Демографија |
| Година      | Становника  | Становника  |
| ----------- | ----------- | ----------- |
| 1948.       | 103         |             |
| 1953.       | 125         |             |
| 1961.       | 163         |             |
| 1971.       | 234         |             |
| 1981.       | 335         |             |
| 1991.       | 429         |             |